# 褐果薹草
褐果薹草（学名：Carex brunnea）为莎草科薹草属下的一个种。分布于台湾、印度、菲律宾、朝鲜、尼泊尔、越南、澳大利亚、日本以及中国大陆的浙江、广东、陕西、江苏、福建、湖北、湖南、云南、四川、安徽、广西等地，生长于海拔250米至1,800米的地区，见于河边、路边的阴处、山坡、山谷的疏密林下、灌木丛中或水边的阳处，目前尚未由人工引种栽培。

## 别名
粟褐薹草（中国高等植物图鉴） 囊草（秦岭植物志）

## 异名
- Carex brunnea Thunb. var. simplex Kuekenth.